# بيغ كوميك سبيرايتس
بيغ كوميك سبيرايتس (باليابانية: ビッグコミックスピリッツ، بالروماجي: Biggu Komikku Supirittsu) هي مجلّة أسبوعية يابانية لمانغا السينن، تنشرها شوغاكوكان، موجهة إلى الذكور البالغين. بدأت أصلاً في 14 أكتوبر 1980. ثقافة الطعام، والرياضة، وعلاقات الحب، وأعمال تقديم المواضيع لسلسلة الموصى بها،  التي غالبا ما السؤال القيم التقليدية. في عام 1996 فريدريك سكودت نموذجي كمهندس نظم العشرين ثمانية-عاماً الذي يعمل في شركة للتمويل، يأكل  رامين المعكرونة  في المحلات التجارية ويفكر جديا باستخدام عيدان الثقاب. المجلة تطبع كل اثنين وتباع بسعر 280 ين. ا تداولها في عام 2008 بلغ متوسط نسخاً أكثر من 300,000، ولكن بحلول عام 2015 قد انخفض إلى 168,250. في عام 2009 أطلقت شوغاكوكان مجلة رفيق جديدة، بيغ كوميك سبيرايتس الشهرية.

## سلاسل المانغا الحالية
- 1518! قبل يو عايدة
- Asahinagu من قبل منظمة العفو الدولية كوزاكي
- حوض استحمام الفتاة! قبل يوكيو كاتاياما
- Danchi تسوبوتا قبل Tobira المساعدة الإنمائية الرسمية
- ميت ميت شيطان De De De De تدمير من قبل Inio اسانو
- دراغن جام من قبل إيتسوناري فوجي نقلت من بيغ كوميك سبيرايتس الشهرية
- هانا تو اوكتان من قبل شين تاكاهاشي (نشرها بشكل غير منتظم)
- Jagaaaaaan قبل Muneyuki Kaneshiro و Kensuke نيشيدا
- Kimakure مفهوم وقائع قبل Hoichoi للإنتاج
- Kiryuuin سايكو Tantei Jimusho قبل تاتسويا ميكامي
- Mogura لا يوتا قبل Noburo تاكاهاشي انتقل من الشباب الأحد
- Oishinbo قبل تيتسو كارييا وأكيرا Hanasaki (الفرجة)
- أوتوكو تاما!! مستحيل. قبل Gyo شينكاي
- Pagyaru! قبل بريتني حمادة
- Tomehane! Suzuri Kōkō Shodōbu قبل Katsutoshi كاواي انتقل من الشباب الأحد
- Yamikin Ushijima كون من Shouhei Manabe
- لفائف فوتو Tantei قبل ماساكي Satou[5][6][7]
- بعد المطر

## افنانين المانغا والسلاسل المميزة
- برونسون واتسوشي كاميجو
  - DOG LAW
- Gibon and Hideo Shinano
  - Virtuous
- Tetsuya Sekiya
  - Bambino!
- Koji Aihara
  - Koji En
- Manabu Akishige
  - D-ASH (story by Miya Kitazawa)
- Inio Asano
  - أوياسومي بون بون نقلت من يونغ سندي الأسبوعية
- Tatsuya Egawa
  - Russo-Japanese War Story
  - Tokyo Daigaku Monogatari
- Hisashi Eguchi
  - Paparinko Monogatari
- تورو فوجيساوا
  - Animal Joe
- Akira Hanasaki
  - Oishinbo (story by Tetsu Kariya)
- Kengo Hanazawa
  - Boys On The Run
  - Resentment
  - I Am a Hero
- Hidenori Hara
  - Aozora
  - Yattarou Jan!!
  - Minna Ikiteru
- Shohei Harumoto
  - CB Gan
- Hideo Hijiri
  - Nazeka Emikai
- Minoru Hiramatsu
  - Agnes Kamen
  - Maigetsu Tousan
- Mochiru Hoshisato
  - Living Game
- Fujihiko Hosono
  - معرض الفن المزيف
  - Denba no Shiro
- Ryoichi Ikegami
  - Crying Freeman (story by Kazuo Koike)
  - Wounded Man (story by Kazuo Koike)
- Kazurou Inoue
  - Undead
- Yūgo Ishikawa
  - Yoiko
- جونجي إيتو
  - أوزوماكي
  - غيو
- Takashi Iwashige
  - Bokkemon
- Shigeyuki Iwashita
  - Badfly
- Masasumi Kakizaki
  - رينبو (story by George Abe) نقلت من يونغ سندي
- Atsushi Kamijo
  - 8 -Eight-
- ريو كوراشينا وتارو سيكيغوتشي
  - Teiou
- Tsutomu Kamishiro and Yuu Nakahara
  - Last Inning
- Katsutoshi Kawai
  - Tomehane! Suzuri Kōkō Shodōbu moved from Young Sunday
- Tomohiro Koizumi
  - TENKOUSEI Ore no Asoko ga Aitsu no Are de
- Sakyo Komatsu and Tokihiko Ishiki
  - Nihon Chinbotsu
- Meiko Komichi
  - Kaze Shimasu?
- إيساكو كوبونوشي
  - Cherry
  - Skinless Cowboy
  - Watanabe
  - Chocolat
- Ikuko Kujirai
  - Blue Jean
- Yasuyuki Kunitono
  - 100 Oku no Otoko
  - Chocolat
  - Tsurumoku Dokushin Ryou
- Kuromaru
  - Kurosagi (story by Takeshi Natsuhara) moved from Young Sunday
  - Shin Kurosagi
  - Shin Kurosagi - Kanketsu Hen
- Michiteru Kusaba
  - Lost Man moved from Young Sunday
- Shohei Manabe
  - Yamikin Ushijima-kun
- Motorō Mase
  - Ikigami: The Ultimate Limit moved from Young Sunday
- Taiyō Matsumoto
  - Takemitsu Zamurai (story by Issei Ifuku)
  - Black and White
  - Tekkonkinkreet
- Norifusa Mita
  - Boys of Summer
- Toshiyuki Mutsu
  - Mucchi ni Goyoujin
- غو ناغاي
  - Iron Virgin Jun
- Kenichirou Nagao
  - Galaxy Ginza
- Yu Nakahara
  - Last Inning (story by Ryu Kamio)
- Tatsuya Nakazaki
  - Jimihen
- Nakatani D.
  - Dawn (story by Ryo Kurashina)
- Hiromi Namiki
  - Ministry of Finance (story by Yoshiro Nabeda)
- Masaharu Noritsuke
  - Chuutai Afro Tanaka
  - Koukou Afro Tanaka
  - Joukyou Afro Tanaka
  - Sasurai Afro Tanaka
- Tobira Oda
  - Danchi Tomoo
- Noboru Rokuda
  - السائق
- Shūhō Satō
  - New Say Hello to Blackjack
- Fumi Saimon
  - قصة حب طوكيو
  - Asunaro Hakusho
- Yukisou Saki
  - Self
- Yukizou Saku
  - Hakuba no Ouji-sama
- Kaoru Shintani
  - Area 88
- Masahito Soda
  - Subaru
  - MOON - Subaru Solitude Standing
- Yoshihisa Tagami
  - Karuizawa Syndrome
- Noboru Takahashi
  - Mogura no Uta moved from Young Sunday
- روميكو تاكاهاشي
  - Maison Ikkoku
- Shin Takahashi
  - Ii Hito
  - Saikano
- Shiro Takehide
  - Tōbō Bengoshi Narita Makoto (story by Yū Takada) moved from Young Sunday
- Kentaro Takekuma and Koji Aihara
  - Even a Monkey Can Draw Manga
- Yuji Takemura
  - Master of Sea UMISHI (story by Yoichi Komori)
- Yukio Tamai
  - Omega Tribe Kingdom
  - Omega Tribe
- Jiro Taniguchi
  - Benkei in New York (story by Jinpachi Mori)
- Sekiya Tetsuji
  - Bambino!
- Kei Toume
  - Momonchi
- Kazuo Umezu
  - My Name is Shingo
- ناوكي أوراساوا
  - فتيان القرن 20
  - Master Keaton (story by Hokusei Katsushika) (also serialized in Big Comic Original)
  - هابي!
  - Yawara! A Fashionable Judo Girl
- Reiji Yamada
  - Coconuts Period -Chikyuu Ondannka wo Tomeru Usagi-
- Katsumi Yamaguchi
  - Takunabi
- Naoki Yamamoto
  - Dance till Tomorrow
  - Arigatō
  - Believers
- Hideo Yamamoto
  - Homunculus
- Yasuhito Yamamoto
  - Sekido
  - Boku
- Kimio Yanagisawa
  - Ruri Iro Generation
- Sensha Yoshida
  - Utsurun Desu.
  - Sports Pon
- Masami Yuki
  - Birdy the Mighty moved from Young Sunday
  - Birdy the Mighty Evolution

## وصلات خارجية
- الموقع الرسمي
 (باللغة اليابانية)
- بيغ كوميك سبيرايتس على موقع ANN company (الإنجليزية)